# Volta a Múrcia
A Volta a Múrcia (oficialmente: Vuelta Ciclista a Murcia) é uma competição ciclista profissional que se disputa na Região de Múrcia (Espanha) a princípios do mês de março.
Foi criada em 1981 como uma competição amador. Depois de passar quatro anos por categorias nacionais não oficiais internacionalmente já em 1989 passou a ser completamente profissional no calendário internacional.
Em seu percurso, é muito habitual que se inclua o Alto do Collado Bermejo, cume que costuma marcar diferenças e que desde 2004 se denomina Cume Marco Pantani, em honra ao ciclista italiano vencedor da edição de 1999.
Desde a sua criação contou com 5 ou 6 etapas, mas nos últimos anos reduziu-se a 3 e 2 etapas e desde 2013 é uma carreira de um único dia adiantando a data de disputa a fevereiro.
Ao longo da sua história tem tido diferentes nomes ainda que similares como Vuelta Ciclista a Murcia-Costa Cálida, Vuelta Ciclista a la Región de Murcia ou simplesmente, desde a edição do 2012, Volta Ciclista a Múrcia. Utilizando indistintamente qualquer deles, inclusive ignorando o termo "Ciclista".

## Palmarés

### Podiums
| Ano                                   | Vencedor                      | Segundo                  | Terceiro                  |
| ------------------------------------- | ----------------------------- | ------------------------ | ------------------------- |
| Vuelta Ciclista a Murcia-Costa Cálida |                               |                          |                           |
| 1981                                  | Pedro Delgado                 |                          |                           |
| 1982                                  | José Salvador Sanchis         |                          |                           |
| 1983                                  | Francisco Javier Cedena       |                          |                           |
| 1984                                  | Ricardo Martínez Matey        |                          |                           |
| 1985                                  | José Recio                    | Jesús Blanco Villar      | Pedro Delgado             |
| 1986                                  | Miguel Indurain               | Peio Ruiz Cabestany      | Jaime Vilamajó            |
| 1987                                  | Peio Ruiz Cabestany           | Carlos Hernández Bailo   | Mariano Sánchez Martínez  |
| 1988                                  | Carlos Hernández Bailo        | William Palacios         | Antonio Martínez Martínez |
| 1989                                  | Marino Alonso                 | Silvano Contini          | Víctor Gonzalo            |
| 1990                                  | Tom Cordes                    | Santos Hernández         | Eduardo Chozas            |
| 1991                                  | José Luis Villanueva Orihuela | Claudio Chiappucci       | Julián Gorospe            |
| 1992                                  | Álvaro Mejía                  | Antonio Martín           | Melcior Mauri             |
| 1993                                  | Carlos Galarreta              | Laudelino Cubino         | Eddy Bouwmans             |
| 1994                                  | Melcior Mauri                 | Aitor Garmendia          | Herminio Díaz Zabala      |
| 1995                                  | Adriano Baffi                 | Erik Breukink            | Maurizio Fondriest        |
| 1996                                  | Melcior Mauri                 | Wladimir Belli           | Rodolfo Massi             |
| 1997                                  | Juan Carlos Domínguez         | Ignacio García Camacho   | Santos González           |
| 1998                                  | Alberto Elli                  | Alekszandr Vinokurov     | Marco Pantani             |
| 1999                                  | Marco Pantani                 | Javier Pascual Rodríguez | Beat Zberg                |
| 2000                                  | David Cañada                  | Javier Pascual Llorente  | José Alberto Martínez     |
| 2001                                  | Aitor González                | Javier Pascual Llorente  | Mikel Zarrabeitia         |
| 2002                                  | Víctor Hugo Peña              | Jan Hruška               | Oscar Camenzind           |
| 2003                                  | Javier Pascual Llorente       | Jan Hruška               | Haimar Zubeldia           |
| 2004                                  | Alejandro Valverde            | Iván Gutiérrez           | Cadel Evans               |
| 2005                                  | Koldo Gil Perez               | Antonio Colom            | Damiano Cunego            |
| 2006                                  | Iván Gutiérrez                | David Bernabeu           | Jan Hruška                |
| 2007                                  | Alejandro Valverde            | Ángel Vicioso            | Manuel Lloret             |
| 2008                                  | Alejandro Valverde            | Stefano Garzelli         | Alberto Contador          |
| Vuelta Ciclista a la Región de Murcia |                               |                          |                           |
| 2009                                  | Denis Menchov                 | Rubén Plaza              | Pieter Weening            |
| 2010                                  | František Raboň               | Denis Menchov            | Bradley Wiggins           |
| 2011                                  | Jérôme Coppel                 | Denis Menchov            | Wout Poels                |
| Vuelta Ciclista a Murcia              |                               |                          |                           |
| 2012                                  | Nairo Quintana                | Jonathan Tiernan-Locke   | Wout Poels                |
| 2013                                  | Daniel Navarro                | Bauke Mollema            | Alejandro Valverde        |
| 2014                                  | Alejandro Valverde            | Tiago Machado            | Davide Rebellin           |
| 2015                                  | Rein Taaramäe                 | Bauke Mollema            | Zdeněk Štybar             |
| 2016                                  | Philippe Gilbert              | Alejandro Valverde       | Ilnur Zakarin             |
| 2017                                  | Alejandro Valverde            | Jhonatan Restrepo        | Patrick Konrad            |
| 2018                                  | Luis León Sánchez             | Alejandro Valverde       | Philippe Gilbert          |
| 2019                                  | Luis León Sánchez             | Alejandro Valverde       | Pello Bilbao              |
| 2020                                  | Xandro Meurisse               | Josef Černý              | Lennard Kämna             |
| 2021                                  | Antonio Jesús Soto            | Ángel Madrazo            | Gonzalo Serrano Rodríguez |
| 2022                                  | Alessandro Covi               | Matteo Trentin           | Matis Louvel              |
| 2023                                  | Ben Turner                    | Simon Clarke             | Jordi Meeus               |
| 2024                                  | Ben O'Connor                  | Jan Tratnik              | Tim Wellens               |
| 2025                                  | Fabio Christen                | Aurélien Paret-Peintre   | Christian Scaroni         |

Notas:
- As primeiras 4 edições (1981-1984) foram amador.
- As seguintes 4 edições (1985-1988) foram nacionais ou neoprofissional abertas não oficiais.
- Na edição 2006, em princípio o ganhador foi Santos González mas foi desclassificado por dopagem.[6]
- Na edição 2011, em princípio o ganhador foi Alberto Contador mas foi desclassificado por dopagem (ver Caso Contador).

### Outros dados
| Ano  | Data              | Etapas | Ganhador da classificação geral | Ganhador da classificação por equipas |
| ---- | ----------------- | ------ | ------------------------------- | ------------------------------------- |
| 1981 | 9-13 de setembro  | 5      | Pedro Delgado                   | Flowers                               |
| 1982 | 7-12 de setembro  | 6      | José Salvador Sanchís           | Dormilón                              |
| 1983 | 24-29 de setembro | 3      | Francisco Javier Cedena         | Reynolds                              |
| 1984 | 22-27 de maio     | 6      | Ricardo Martínez                | Sisquillo                             |
| 1985 | 26-3 de março     | 5      | José Recio                      | Kelme                                 |
| 1986 | 25-2 de março     | 5      | Miguel Induráin                 |                                       |
| 1987 | 3-8 de março      | 5      | Pello Ruiz Cabestany            | Seat-Orbea                            |
| 1988 | 1-6 de março      | 6      | Carlos Hernández                | Teka                                  |
| 1989 | 7-12 de março     | 6      | Marino Alonso                   | Teka                                  |
| 1990 | 6-11 de março     | 6      | Tom Cordes                      | Buckler                               |
| 1991 | 11-16 de março    | 6      | José Luis Villanueva            | ONZE                                  |
| 1992 | 10-15 de março    | 6      | Álvaro Mejía                    | Amaya Seguros                         |
| 1993 | 9-14 de março     | 6      | Carlos Galarreta                | Lotto                                 |
| 1994 | 8-13 de março     | 5      | Melchor Mauri                   | Collstrop-Lystex                      |
| 1995 | 1-6 de março      | 5      | Adriano Baffi                   | Motorola                              |
| 1996 | 6-10 de março     | 5      | Melchor Mauri                   | Ceramiche Refin                       |
| 1997 | 5-9 de março      | 5      | Juan Carlos Domínguez           | Kelme-Costa Blanca                    |
| 1998 | 4-8 de março      | 5      | Alberto Elli                    | ONZE                                  |
| 1999 | 3-7 de março      | 5      | Marco Pantani                   | Vitalicio Seguros                     |
| 2000 | 1-5 de março      | 5      | David Cañada                    | Banesto                               |
| 2001 | 7-11 de março     | 5      | Aitor González                  | Kelme-Costa Blanca                    |
| 2002 | 6-10 de março     | 5      | Víctor Hugo Peña                | US Postal                             |
| 2003 | 5-9 de março      | 5      | Javier Pascual Llorente         | Kelme                                 |
| 2004 | 3-7 de março      | 5      | Alejandro Valverde              | Kelme                                 |
| 2005 | 3-7 de março      | 5      | Koldo Gil                       | Liberty Seguros                       |
| 2006 | 1-5 de março      | 5      | José Iván Gutiérrez             | Comunidade Valenciana                 |
| 2007 | 7-11 de março     | 5      | Alejandro Valverde              | Caisse d´Epargne                      |
| 2008 | 4-8 de março      | 5      | Alejandro Valverde              | Astana                                |
| 2009 | 4-8 de março      | 5      | Denis Menchov                   | Rabobank                              |
| 2010 | 3-7 de março      | 5      | František Raboň                 | HTC-Columbia                          |
| 2011 | 4-6 de março      | 3      | Jérôme Coppel                   | Saur-Sojasun                          |
| 2012 | 3-4 de março      | 2      | Nairo Quintana                  | Movistar                              |
| 2013 | 23 de fevereiro   | 1      | Dani Navarro                    | Cofidis                               |
| 2014 | 1 de março        | 1      | Alejandro Valverde              | Movistar                              |

## Estatísticas

### Mais vitórias
| Ciclista           | Vitórias | Anos                          |
| ------------------ | -------- | ----------------------------- |
| Alejandro Valverde | 5        | 2004, 2007, 2008, 2014 e 2017 |
| Melchor Mauri      | 2        | 1994 e 1996                   |
| Luis León Sánchez  | 2        | 2018 e 2019                   |

Em negrito corredores activos.

### Vitórias consecutivas
- Duas vitórias seguidas:
  -  Alejandro Valverde (2007, 2008)
  -  Luis León Sánchez (2018, 2019)

Em negrito corredores activos.

## Palmarés por países
| País          | Vitórias | Último vencedor            |
| ------------- | -------- | -------------------------- |
| Espanha       | 28       | Antonio Jesús Soto em 2021 |
| Itália        | 4        | Alessandro Covi em 2023    |
| Colômbia      | 3        | Nairo Quintana em 2012     |
| Bélgica       | 2        | Xandro Meurisse em 2020    |
| Países Baixos | 1        | Tom Cordes em 1990         |
| Rússia        | 1        | Denís Menshov em 2009      |
| Chéquia       | 1        | František Raboň em 2010    |
| França        | 1        | Jérôme Coppel em 2011      |
| Estónia       | 1        | Rein Taaramäe em 2015      |
| Reino Unido   | 1        | Ben Turner em 2023         |